# استخوانچه‌های گوش
اُستخوانچه‌های گوش (انگلیسی: Ossicles) یا استخوانچه‌های شنوایی (Auditory Ossicles) نام سه استخوان کوچک در گوش میانی است که نقش آنها انتقال ارتعاشات پرده‌ی گوش به پیراتنابه (پری‌لنف) گوش درونی می‌باشد. هر دو گوش دارای سه استخوانچه هستند که چکشی، سندانی و رکابی نام دارند. این استخوانچه‌ها از روی همانندیشان با چکش، سندان، و رکاب اینگونه نامیده شده اند.
سه استخوانچه در گوش میانی (چکشی، سندانی و رکابی) نقش انتقال‌دهنده را جهت انتقال انرژی لرزشی ناشی از امواج صوتی به مایعات گوش داخلی ایفا می‌کنند. لرزش این مایعات پایانه‌های فیبرهای عصبی را تحریک می‌کند. سپس عصب شنوایی تکانه‌های صوتی را به مغز، جایی که به صداهای قابل فهم تفسیر می‌شوند انتقال می‌دهد.
هر بیماری که پرده گوش یا استخوانچه‌های گوش را تحت تأثیر قرار دهد، ممکن است منجر به افت شنوایی انتقالی در نتیجه اختلال در انتقال صوت به گوش داخلی گردد. برخی از آسیب‌های شنوایی ممکن است ناشی از پارگی در پرده گوش، ازهم‌گسیختگی جزئی یا کلی یکی یا هر سه استوانچه گوش، زخم شدن بافت اطراف استخوانچه‌ها یا پرده گوش باشد.

## استخوانچه‌ها
استخوانچه‌های شنوایی عبارتند از:

استخوانچه‌های رکابی (Stapes)، سندانی (Incus) و چکشی (Malleus) در این تصویر دیده می‌شوند.

- چکشی: بزرگترین استخوانچه بوده و دارای یک سر، یک گردن، یک دسته یا زائدهٔ بلند، یک زائدهٔ قدامی و یک زائدهٔ خارجی می‌باشد.
- سندانی: استخوان سندانی یک تنهٔ بزرگ، یک زائدهٔ بلند و یک زائدهٔ کوتاه دارد.
- رکابی: استخوان رکابی یک سر، یک گردن، دو بازو. ویک قاعده دارد.

## نگارخانه

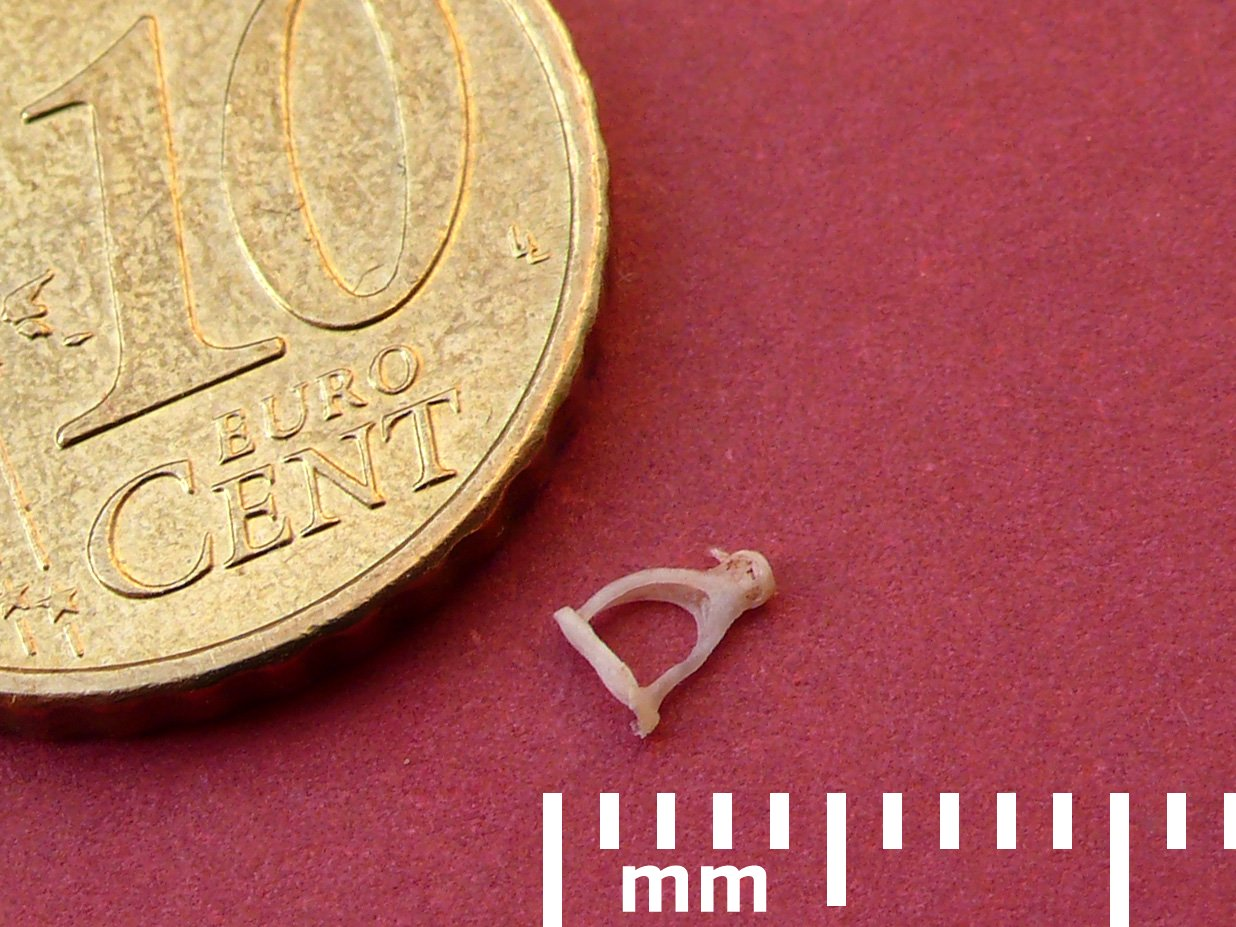
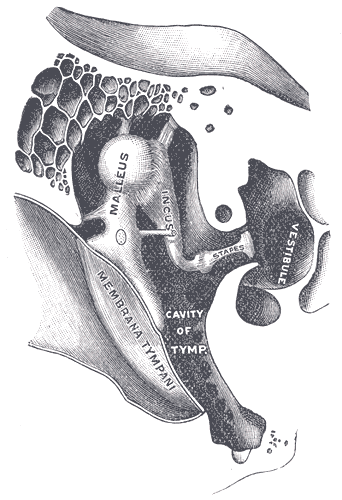
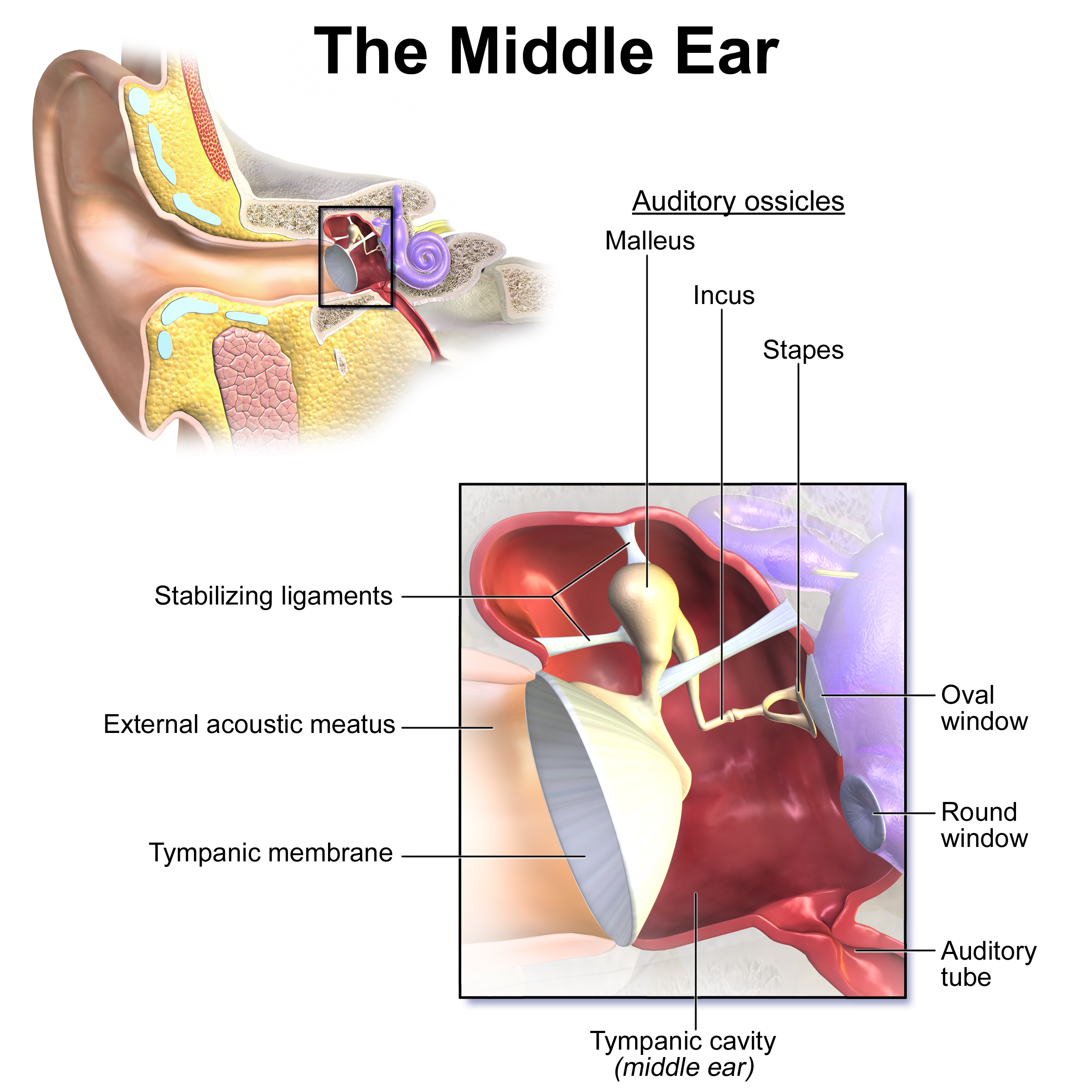